# Walter Ciszek
Walter Joseph Ciszek, född 4 november 1904 i Shenandoah, Pennsylvania, död 8 december 1984 i Bronx, New York, var en polsk-amerikansk romersk-katolsk präst och jesuit. Han bedrev underjordiskt missionsarbete i Sovjetunionen från 1939 till 1963. Walter Ciszek förklarades som Guds tjänare i oktober 1990.

## Biografi
Walter Ciszek prästvigdes år 1937 och året därpå sändes han till östra Polen för missionsarbete. I början av andra världskriget ockuperade Sovjetunionen östra Polen och Ciszek kom att i hemlighet verka som präst. År 1941 greps han av sovjetiska myndigheter och anklagades för att spionera åt Vatikanen. Han internerades i Lubjanka-fängelset i Moskva, där han satt till år 1946, då han sändes till Gulag. Efter sammanlagt 22 års fångenskap och hårt arbete frisläpptes Ciszek i oktober 1963 i samband med en fångutväxling. 
Walter Ciszek publicerade två böcker om överlåtelsen åt Guds försyn: With God in Russia (1964) och He Leadeth Me (1973).